# José García Tella
José García Tella   (Madrid, 8 de maig de 1906 - Draveil, 20 d'octubre de 1983) va ser un pintor i militant anarquista espanyol.

## Biografia
José García Tella va néixer a Madrid el 8 de maig del 1906. Militant de la CNT, va treballar a l'empresa Eastman Kodak fins al cop d'estat del 18 de juliol de 1936 i la posterior Guerra Civil espanyola, quan va dedicar-se per complet al treball cinematogràfic. Es va allistar com a voluntari al bàndol republicà, amb el qual va combatre al front de Madrid i va realitzar diversos curtmetratges. Va escriure a les trinxeres la seva primera obra Tormenta representada al Teatro de la Zarzuela de Madrid l'any 1937. El 1938 es va incorporar al front d'Aragó com a miliciano de la cultura per a facilitar l'ensenyament bàsic a la tropa en combat.
Arran de la derrota republicana es va exiliar a França i va estar durant vuit mesos internat al camp del Barcarès. Després de no poques dificultats, va aconseguir treball en una fàbrica a Le Havre fins que durant la Segona Guerra Mundial va ser deportat al camp de concentració de Mißler. El 1942 va aconseguir fugir cap a París on va exercir diversos oficis d'amagat. En acabar la guerra el 1945 va fundar al costat de Manuel Lara la revista d'art Galería, que va ser perseguida per la censura. El 1948 va començar a pintar. El seu primer llenç va ser El Sant Sopar, on els apòstols devoren el cos de Crist amb una fe glotona.